# انتقاص من القدر

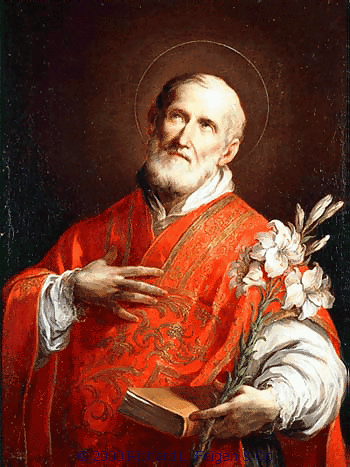

الانتقاص أو الحط من القدر أو تشويه السمعة في اللاهوت الكاثوليكي الروماني، بمثابة خطيئة تتمثل في الكشف عن أخطاء شخص آخر لشخص ثالث بدون مبرر مقنع. ويختلف ذلك عن خطيئة تشويه السمعة والخطأ المدني المرتبط بالتشهير، والذي غالبًا ما يشتمل على اتهامات خاطئة بدلاً من حقائق غير مداهنة.
وكما هو الحال في جرائم السرقة، يعد الانتقاص من القدر جريمة تتطلب إعادة الحق إلى أصحابه، حتى لو كان من الصعب إعادة تقوية سمعة الضحية في الوقت القريب. ومن بين الحكايات الرمزية الشهيرة في هذا الشأن حكاية تدور حول قس، غالبًا يقال أن اسمه فيليب نيري، الذي أمر امرأة اعترفت بنشر القيل والقال أمامه بالتكفير عن الذنب من خلال استرداد الريش الذي بعثره الريح، وهي مهمة مستحيلة تمامًا مثل الخطيئة التي ارتكبتها.